# Sloveense supercup
De Sloveense Supercup was een wedstrijd in het Sloveens voetbal tussen de winnaars van de 1. slovenska nogometna liga en de Sloveense Beker van het voorbije seizoen. De Supercup werd in het leven geroepen in 1995 maar wordt pas sinds 2007 ieder jaar betwist. Wanneer een club zowel de competitie als de beker wint (de dubbel), speelt de verliezende bekerfinalist in de Supercup. Na de editie 2015 werd de supercup afgeschaft.

## Lijst van supercupwinnaars
De vet weergegeven club won de supercup. Bij een gelijkspel wordt het resultaat van de strafschoppen tussen haakjes vermeld.
| Jaar                    | Kampioen           | Bekerwinnaar (of finalist) | Uitslag      |
| ----------------------- | ------------------ | -------------------------- | ------------ |
| 1995                    | Olimpija Ljubljana | NK Mura Murska Sobota      | 2-1          |
| 1996                    | ND Gorica          | Olimpija Ljubljana         | 3-1          |
| 1997-2006 Niet gespeeld |                    |                            |              |
| 2007                    | NK Domžale         | FC Koper                   | 2-1          |
| 2008                    | NK Domžale         | Interblock Ljubljana       | 0-0 ns (6-7) |
| 2009                    | NK Maribor         | Interblock Ljubljana       | 3-2 nv       |
| 2010                    | NK Maribor         | FC Koper                   | 0-0 ns (4-5) |
| 2011                    | NK Maribor         | NK Domžale                 | 1-2          |
| 2012                    | NK Maribor         | Olimpija Ljubljana         | 2-1          |
| 2013                    | NK Maribor         | Olimpija Ljubljana         | 3-0          |
| 2014                    | NK Maribor         | ND Gorica                  | 4-1          |
| 2015                    | NK Maribor         | FC Koper                   | 0-0 ns (2-3) |